# Озбаш, Софи
Софи Озбаш (венг. Szofi Özbas; род. 19 октября 2001, Сольнок) — венгерская дзюдоистка, чемпионка Европы 2025 года, бронзовый призёр чемпионата мира 2023 года, призёр чемпионата Европы. Чемпионка летних юношеских Олимпийских игр 2018 года. Участница летних Олимпийских игр 2020 года. 

## Биография
Софи Озбаш борется в весовой категории до 63 килограммов и представляет Венгрию на международной спортивной арене.
В 2018 году она выиграла золото на летних Юношеских Олимпийских играх в Аргентине. Также стала победительницей чемпионата Европы среди юношей до 23-х лет и чемпионата мира среди юниоров 2019 года в Марракеше. 
Заняв 27-е место в мировом рейтинге в начале 2021 года, она квалифицировалась на летние Олимпийские игры 2020 года в весовой категории до 63 кг. В первом раунде Олимпийских игр она обыграла немецкую спортсменку Мартину Трайдос, но во втором раунде уступила бронзовому призеру спортсменке из Италии Марии Чентраккьо. В ноябре 2021 года Озбаш выиграла бронзовые медали чемпионата Европы среди юношей до 23-х лет как в личном, так и в командном зачете.
В 2022 году венгерская дзюдоистка выиграла свой первый титул чемпиона Венгрии. На чемпионате Европы 2022 года в Софии уступила в полуфинале британке Джемме Хауэлл, в поединке за бронзу победила чешку Ренату Захову. 
В мае 2023 года, в столице Катаре, на чемпионате мира, венгерская дзюдоистка в весовой категории до 63 кг стала обладателем бронзовой медали, в поединке за третье место победив австрийскую спортсменку Любьяну Пиовесану.
В апреле 2025 года на чемпионате Европы в Подгорице завоевала золотую медаль в категории до 70 кг. В финальной схватке победила соперницу из Греции Елизавет Телциду.